# Barbara Hosch
Barbara Hosch (* 1. August 1980) ist eine Schweizer Skeletonpilotin.
Barbara Hosch betreibt Skeleton seit 2004, seit 2006 als Mitglied des Schweizer Nationalkaders. Sie startet für den Skeleton Club Engiadina und wird von Snorre Pedersen trainiert. Ihr internationales Debüt gab Hosch im November 2006 bei einem Skeleton-Europacup-Rennen in Igls, wo sie jedoch stürzte. Im Februar 2007 startete sie erstmals bei einem Rennen des Skeleton-Weltcups. In Königssee kam sie auf den 19. Platz. Zeitgleich war das Rennen die Skeleton-Europameisterschaft 2007, hier wurde sie als Neunte gewertet.
Sie lebt in Celerina und Emmen.